# カイル・ディンケラー殺害事件
カイル・ディンケラー殺害事件（Murder of Kyle Dinkheller）は、1998年1月12日にアメリカ合衆国・ジョージア州で発生した殺人事件。
ベトナム戦争の退役軍人が勤務中の警察官を射殺した事件であったこと、殺害された警察官の運転していたパトカーの車載カメラに一部始終の映像が残っていたことにより国内外で注目を集めた。

## 事件の経緯
1998年1月12日月曜日、勤務終了間際だったジョージア州ローレンス郡保安官事務所（LCSO）のカイル・ウェイン・ディンケラー副保安官は、ジョージア州ダッドリー近郊で、時速約98マイル（158キロ）で走行するトヨタ製ピックアップトラックに遭遇した。スピード違反として取り締まるため、ディンケラーは州間高速道路16号線に隣接するウィップル・クロッシングロードでピックアップトラックを停車させた。この車の運転手は、ベトナム戦争の退役軍人アンドリュー・ハワード・ブラナンであった。ブラナンとディンケラーは、ともに車を降りて挨拶を交わすなどし、最初はよくある交通違反取締の光景と思われた。
しかし、両手をポケットに入れたブラナンに対して、両手を出してよく見えるところに置くようディンケラーが指示した瞬間、ブラナンは突如喧嘩腰になった。ディンケラーに対して自分を撃てと叫ぶと、道路の真ん中で腕を振って踊り始めた。ディンケラーは無線で応援を求め、ブラナンに行動を止めてパトカーに近づくよう命令した。ブラナンはディンケラーが他の部隊を呼んでいるのを見て、攻撃的な態度でディンケラーに向かって走り寄った。ディンケラーは警告を発しながら後退し、警棒を使ってブラナンを近寄らせないようにした。車載カメラの映像では、ブラナンが自分は「ベトナム戦争の兵役経験者だ（"goddamned Vietnam combat veteran"）」と叫んでいるのが聞こえる。
ブラナンはディンケラーの命令を無視してピックアップトラックに戻ると、運転席の下からアイバージョンソンのM1カービンを取り出し、運転席側のドア付近に身を隠した。ディンケラーはパトカーの助手席ドア付近に身を置き、ブラナンに約40秒間命令を発し続ける。直後、ブラナンがピックアップトラックから飛び出し、ライフルをディンケラーに向けて数発発砲した。ディンケラーは半自動式（セミオートマチック）のピストルで応戦し、最初の一発をブラナンに向けて撃った。しかしこれは外れており、警告射撃だったのではないかと推測されている。いずれにしてもブラナンには当たらなかったため、ディンケラーは再装填を余儀なくされた。
このとき、ブラナンはトラックからディンケラーに向かって走り出て、再び発砲しはじめた。弾はディンケラーの腕や脚などの露出した（防弾チョッキをつけていない）部分に当たった。負傷したディンケラーがパトカーの運転席側のドア近くに身を寄せて命乞いをしている間に、ブラナンは銃の再装填を始めた。ブラナンは車に戻って撤退しようとしているように見えたが、その前にディンケラーによるさらなる銃声が聞こえた。これに激高したブラナンは、再度前進してディンケラーに発砲し始めた。弾は何度も命中した。ディンケラーはブラナンの腹に銃弾を当てたものの、銃撃を受けて動けなくなる。ブラナンは、すでに9発撃たれていたディンケラーに慎重に狙いを定め、「死ね、クソ野郎（"Die, fucker"）」と言って、最後にディンケラーの右目に致命傷となる一発を撃ち込んだ。その後、ブラナンはトラックに乗り込み、現場から逃走した。

## 事件後
翌朝、警察はローレンス郡内のブラナンの自宅周辺において、腹部を負傷したブラナンがカモフラージュのタープの下に寝袋で隠れているのを発見した。警察は彼をディンケラー殺害の容疑で逮捕した。彼は捜査当局に「絞首刑にしてもいい」と言ったという。
裁判においてブラナンは、ベトナム戦争での兵役に起因するPTSD（心的外傷後ストレス障害）で苦しんでいることを主張し、心神喪失を理由に無罪を主張した。しかしディンケラーの車載カメラにはブラナンの行動のほとんどが記録されていたこともあり、陪審員はブラナンが予謀の殺意のもと痛酷かつ残忍な方法でディンケラーを殺害したと判断した。事件から2年後の2000年1月28日、陪審員はブラナンに有罪の判決を下し、1月30日には死刑が宣告された。2015年1月2日、ジョージア州矯正局は、ブラナンの死刑執行日を1月13日に設定したことを発表した。1月6日には、1月12日に恩赦聴聞会が開かれたが、ジョージア州恩赦・パロル委員会は恩赦の拒否を決議した。1月13日、ブラナンは薬殺刑によって死刑に処され、2015年にアメリカで処刑された最初の人物となった。

## 被害者
アメリカ合衆国ジョージア州ローレンス郡保安官事務所（LCSO）の副保安官であったカイル・ウェイン・ディンケラーは、1975年6月18日、カリフォルニア州サンディエゴにカーク・ディンケラーの子として誕生。1993年にカリフォルニア州のクォーツヒル高校を卒業。1995年3月、LCSOに看守として入職し、1996年にジョージア州の公認警察官となった。殺害された時、彼は22歳だった。死後、ジョージア州保安官協会によって1998年の年代表副保安官に選ばれている。
ディンケラーと妻アンジェラとの間には、2人の子アシュリーとコーディがいた。コーディは父の死から8か月後に生まれた。アシュリーは生後22か月だった。
ディンケラーは、フロリダ州ブレバード郡にあるファウンテンヘッド記念公園のガーデン・オブ・リメンブランスに埋葬されている。

## 加害者

### 幼少期
アンドリュー・ハワード・ブラナンは1948年11月26日に生まれ、1967年に高校を卒業した。

### 軍人としての経歴
1968年8月、ブラナンはアメリカ陸軍に入隊し、ジョージア州のフォート・ベニングで基礎訓練を受けた。1969年2月、オクラホマ州のフォート・シルにある砲兵士官候補生学校に入学し、7月に砲兵士官に任命された。アメリカにいる間は第82空挺師団に所属していたブラナンは、1969年7月、ベトナム戦争に参加するために南ベトナムに赴任、1971年7月までチュライの第23歩兵師団において野戦砲兵分隊の前方監視員兼幹部の任にあたった。この時期に、ブラナンは地雷を踏んで死亡する将校を目撃したが、この出来事は後に1989年の精神科でのインタビューで思い出したという。また、中隊長が死亡したことにより中隊の指揮をとったことも2度あった。その後ワシントン州のフォート・ルイスに着任したブラナンはアメリカ陸軍予備軍に移り、1975年6月に退役するまでの間、定期的に2週間の兵役に就いた。
陸軍所属時、ブラナンはブロンズスターと2つのコメンデーション・メダルを授与された。上官からは「優秀な」「模範的な」将校であると好意的に評価されていた。

### 退役後から死まで
事件の裁判におけるブラナンの抗弁は、戦地での勤務の結果、PTSD（心的外傷後ストレス障害）を発症したというものだった。彼は1975年に結婚したが、6年後にPTSDに起因するブラナンの暴力行為が原因で離婚している。裁判で弁護側の心理学者は、1998年1月のディンケラーに対する一連の行動は「戦争時へのフラッシュバックの結果である可能性が高い」と指摘した。1994年、退役軍人省はブラナンがうつ病と双極性障害を患っているとして、100％の障害者であると宣言していた。
ブラナンの弁護士は、心神喪失のため責任能力がないという理由で死刑判決を減刑しようとしたが、恩赦も拒否された。ブラナンは2015年1月13日午後8時33分 (EST) に薬殺刑によって処刑され、2015年にアメリカで処刑された最初の人物となった。ジョージア州ジャクソン近郊のジョージア診断分類州刑務所で死亡したとき、66歳だった。
ブラナンが最後に発表した声明の中では「ディンケラー家の家族、特にカイルの両親と奥さん、そして2人の子供たちに哀悼の意を表します」「この15年間は、ゆっくりとした拷問だったように感じます。ここにいる彼らと一緒にそれを言わなければならなかった（I had to say that with them here）。本当のことを言わなければなりませんが、この世を去ろうとしていることを、たしかに喜ばしく感じています」と述べられている。その後、牧師が祈りを捧げ、ブラナンは処刑された。実行には約14分かかった。事件からちょうど17年目の、翌日のことだった。

## ディンケラー・ビデオ
この事件を記録したビデオは「ディンケラー・ビデオ」と呼ばれ、アメリカ国内の警察学校で広く利用されている。訓練における映像利用の目的は「どんな状況でも暴力にエスカレートする可能性があることを警官に教えること。警官殺しはどこにでも潜んでいる」ためだという。
例えば、訓練用のビデオには、ブラナンがディンケラーを殺す前に訓練生がブラナンを殺すことができるというインタラクティブなシークエンスが盛り込まれている。トレーナーはこの設定を利用して、訓練生がためらわずに殺傷力のある武器を使用できるかということをテストし、「引き金を引くしかないときがある」ということを教えている。

## 事件を題材にした作品
- この事件は、2014年に公開された短編映画『Random Stop』の主題となっている[21][22]。
- 2018年1月12日、ディンケラーの没後20年を記念して、映画監督のパトリック・シェイバーが「ディンケラーを敬愛する者たちの物語」を描いたドキュメンタリー映画『Dinkheller』を公開した。この作品は、ジョージア州ダブリンのシアター・ダブリンでプレミア上映された[23]。